# Bisbat de Besiers

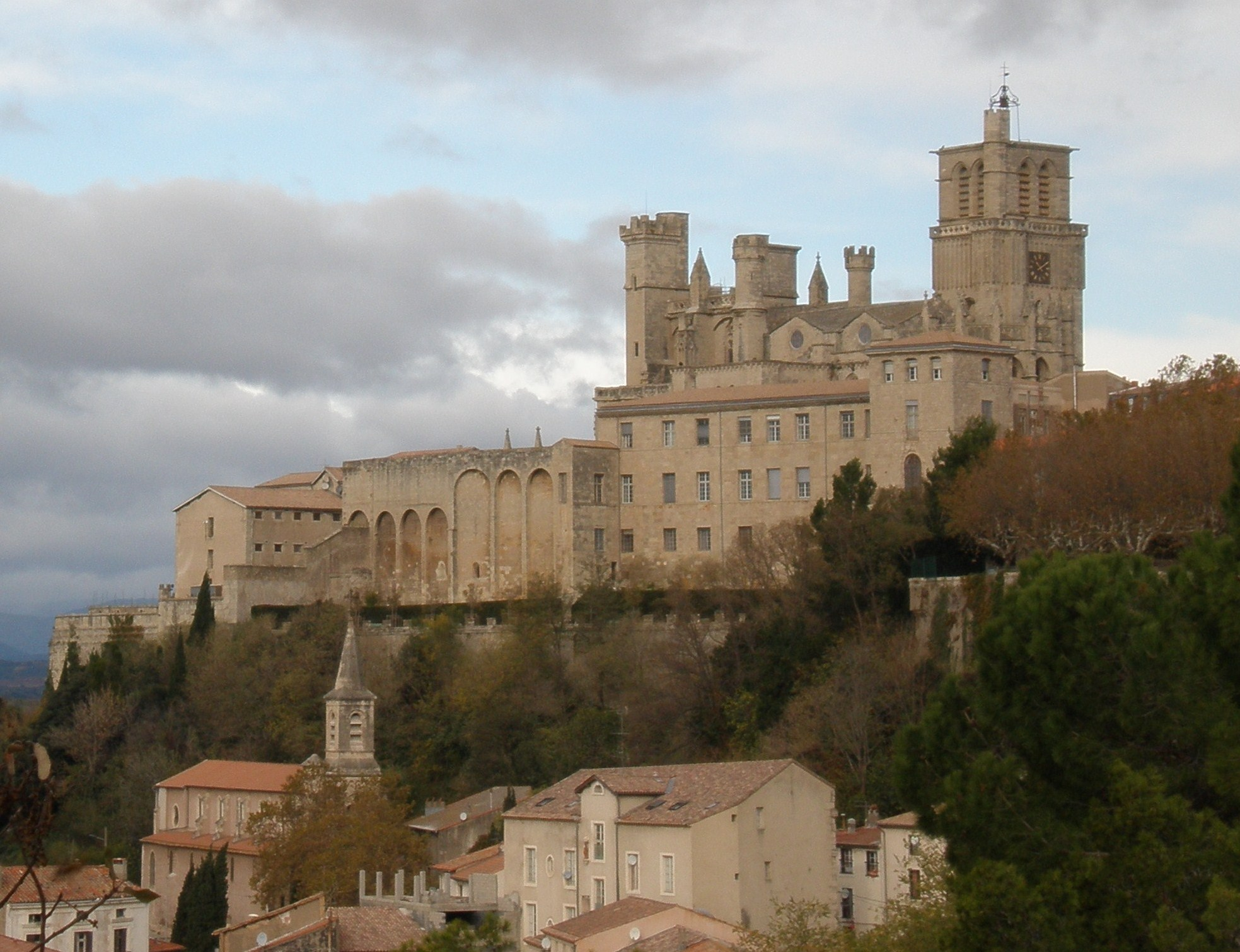
Vista de la roca i de la catedrale de Béziers

El bisbat de Béziers  (francès: Diocèse de Béziers , occità: Diocèsi de Besièrs, llatí: Dioecesis Biterrensis ) és una seu suprimida de l'Església Catòlica a França, sufragània de l'arquebisbat de Narbona. Des del 1230 els bisbes portaren el títol de comtes de Besiers.

## Territori
La diòcesi limitava al sud amb la Mediterrània, a l'est amb les diòcesis de Lodeva, Montpeller i Agde, al nord amb la de Vabres ia l'oest amb les de Castres i de Saint-Pons-de-Thomières.
La seu episcopal és la ciutat de Besiers, a l'actual departament de l'Hérault, on es troba la catedral de Sants Nazari i Cels, avui església
El 1671 la diòcesi incloïa al voltant de 100 parròquies, que van ascendir fins a 130 en 1745. En el moment de la Revolució Francesa, la diòcesi incloïa les cinc parròquies de la ciutat episcopal i altres 136 parròquies, dividits en tres arxiprestats: 
- L'arxiprestat de Boussagues comprenia trenta parròquies o annexes: Autignaguet, Avène, Les Aires, Bédarieux, Brenas, Campillergues, Camplong,[1] Carlencas, Caunas, Ceilhes, Clairac, Colombières-la-Gaillarde, Dio, Douch, Ferreioles, Frangouille, Graissessac, Hérépian, Joncels, Levas, Lunas, Le Mas-Blanc, Mas-de-Mourié, Nissergues, Nize, Ourgas, Pézènes, Le Poujol, Rieussec, Rocozels, Rouvignac, Saint-Barthélémy d'Arnoye, Saint-Étienne-de-Mursan, Sainte-Madeleine-de-Monis, Saint-Martin-de-Clémensan, Saint-Xist, Serviès, Soumartre, Taussac, Valquières, Valmascle, Villemagne i Vinas.
- L'arxiprestat de Cazouls comprenia quaranta-sis parròquies o annexes: Abeilhan, Aureilhan, Autignac, Badones, Baçan, Boujan, Cabrerolles, Campagnols, Causses, Caussiniojouls, Ceps, Cers, Clairac, Colombiers, Corneilhan, Coulobres, Divisan, Espondeilhan, Laurens, Lespignan, Lieuran, Lignan, Magalas, Marauçan, Maureilhan, Montady, Montblanc, Murviel, Pailhès, Portiragnes, Puimisson, Puissalicon, Ramejan, Ribaute, Roquebrun, Saint-Geniès, Saint-Nazaire-de-Ladarez, Savignac, Sérignan, Servian, Thézan, Valros, Vendres, Vieussan, Villeneuve i Villenouvette.
- L'arxiprestat de Pouget comprenia quaranta-quatre parròquies o annexes: Adissan, Alignan-du-Vent, Aspiran, Aumelas, Bélarga, Bibian, Cabrias et Causses-d'Aumelas, Cabrières, Campagnan, Carcarès, Cardonnet, Caux, Cazouls-d'Hérault, Les Crozes, Faugères, Fontès, Fouzilhon, Fos, Gabian, Gignac, Lézignan-la-Cèbe, Lieuran-Cabrières, Margon, Neffiès, Nizas, Paulhan, Péret, Plaissan, Popian, Pouzolles, Pouzols, Puilacher, Roujan, Roquessels, Rouvièges, Saint-Pargoire, Silva, Sissan, Teulet, Tourbes, Tressan, Usclas, Vailhan et Vendémian.

## Història
Segons la tradició, el primer bisbe de Besiers hauria estat Afrodisi (Aphrodisius), un sant egipci que hauria hostatjat a la Sagrada Família a Hermòpolis i més tard es convertiria en un deixeble de Crist, i acompanyaria a Sergi i Pau a la Gàl·lia i va morir màrtir a Besiers. És probable que en realitat Afrodisi pot haver estat bisbe de Besiers, però només en el segle iii, com es mostra a la vida de sant Pau de Narbona. El primer bisbe documentat històricament és Paulí, esmentat el 418. La diòcesi va ser sufragània de l'arxidiòcesi de Narbona.
La primera evidència històrica de l'existència d'una comunitat cristiana a Besiers és el 356, quan l'arquebisbe de Tolosa Saturní convocà a la ciutat un sínode per combatre l'arrianisme, on es va decretar el desterrament de Sant Hilari a Frígia.
A partir del segle viii, a conseqüència de la donació de Pipí va fer als bisbes de la Septimània, el bisbe de Besiers va adquirir els drets feudals sobre un terç de la ciutat i els voltants; en 1230 va obtenir el títol de comte i senyor de Besiers.
En temps medievals van ser nomenats bisbes Sant Guiraud (1121-1123) i sant Domènec, que no obstant va rebutjar el nomenament per dedicar-se a la croada albigesa, molt popular a la regió. Particularment sagnant va ser la massacre que es va cometre contra ells en 1209.
Degut a la seva posició estratègica al centre del Llenguadoc, Besiers va ser el lloc de trobada de trenta sínodes regionals. De particular importància històrica són els sínodes del segle xiii, els decrets dictats per la persistència de l'heretgia càtara i l'augment de la població jueva a la diòcesi, són una de les fonts més importants per a la història religiosa de la regió de Llenguadoc a l'edat mitjana.
En 1367 el bisbe Hug de la Jugie permeté a la comunitat jueva tenir la seva pròpia escola a la ciutat, una sinagoga i un cementiri; El permís va ser renovat per Hugues de Combarel el 1422 després d'un pagament en efectiu. L'abolició del costum d'assaltar el barri jueu durant la Setmana Santa es remunta a l'any 1160.
Durant l'era de les guerres religioses, les comunitats protestants es van establir en molts centres de la diòcesi. El 9 d'octubre de 1561 un exèrcit protestant va atacar la ciutat de Besiers i el bisbat, on el vescomte s'havia refugiat. Al març es van destruir esglésies i monestirs i la ciutat va romandre en mans protestants durant més d'un any. Una vegada que la pau havia tornat amb l'edicte de 1564, es van concedir als hugonots la lliure circulació i la restitució de la seva propietat.
Durant els segles xvi i xvii la diòcesi tenia una jerarquia episcopal d'orígens florentins: Lorenzo Strozzi, Giuliano di Pierfrancesco de' Medici i cinc membres de la família Bonsi.
L'últim bisbe, Claude Aymar de Nicolai, quan fugí de Besiers el 1790, amb la Constitució Civil del Clergat, la ciutat es va convertir en la seu de la diòcesi departamental de l'Hérault i es va negar a prestar el jurament requerit a la Constitució.
La diòcesi de Besiers va ser suprimida canònicament després del Concordat amb la butlla Qui Christi Domini del Papa Pius VII el 29 de novembre de 1801 i el seu territori va ser incorporat en el de la diòcesi de Montpeller.
Un nou concordat, signat el juny de 1817, i la posterior butlla Commissa divinitus, preveia la restauració de la diòcesi, que s'havia d'incloure en el districtes de Besiers i Sant-Pons; però el nou concordat mai no va entrar en vigor, perquè no va ser ratificat pel parlament de París. Així, el nomenament de Paul Gaston du Pins (1 d'octubre de 1817), que mentrestant ja havia dirigit una carta pastoral als seus fidels, no tenia cap efecte.
A partir del 16 de juny de 1877, el títol dels bisbes de Besiers és atorgat als bisbes de Montpeller.

## Cronologia episcopal
- Sant Afrodisi † (vers meitat del segle iii)
- Sant Paolí † (citat vers el 418)
- Dinami † (citat el 446)
  - Ermet † (citat el 461) (bisbe electe)[2]
- Sant Sedat † (citat el 589)
- Pere † (citat el 633)
- Crescitur † (citat el 683)
- Pacotasi † (citat el 688)
- Errigi † (citat el 693)
- Vulfegari † (citat el 788 o 791)
- Esteve † (citat ell'833)[3]
- Alaric † (abans del 875 - després del 878)
- Agilbert † (abans del 885 - després del 19 d'abril de 897 mort)
- Fructuari o Tructari † (citat el 16 de juliol de 897)
- Matfred I † (citat ell'898)[4]
- Reginald † (abans del 906 - inicis del 933 mort)[5]
- Rodoald † (abans del 937 - 957 mort)
- Bernard Géraud † (957 - després del 981)
- Matfred II † (abans del 988 - després del 1010)
- Urbà † (citat el 1016)
- Esteve II † (abans d'abril de 1017 - després de febrer de 1036)
- Bernat II † (vers 1037 - després del 1045)
- Berenguer I † (abans del 1050 - 1053 mort)
- Bernat Arnau † (1053 - després del 1057)
- Bérenger II ? † (abans del 1061 - després del 1066)[6]
- Matfred III † (1077 - 1096 renuncià)
- Arnau de Lévézou † (abans de març de 1096 - 16 d'abril[7] de 1121 nomenat arquebisbe de Narbona)
- Sant Guiraud (Geraldus, Geraud) † (1121 - 5 de novembre de 1123 mort)
- Guillem de Servian † (citat el 1127)
- Bermond de Lévezou † (vers 1127/1128 - 1152)
- Guillem II † (1152 - després de novembre de 1157)
- Raimond † (citat el 1159)
- Guillem III † (abans de maig de 1160 - després de març de 1167)
- Bernat de Gaucelin † (1167 - 1182 nomenat arquebisbe de Narbona)[8]
- Geofroy de Marseille † (1185 - 16 de maig de 1199 mort)
- Guillem de Rocozels † (abans d'agost de 1199 - 22 d'abril de 1205 mort)
- Ermengol † (abril de 1205 - 26 d'agost de 1208 mort)
- Reginald de Montpeyroux † (abans de juliol de 1209 - 1211 mort)
- Pere d'Aigrefeuille † (1211 - 6 de juliol de 1212 mort)
- Bertran de Saint Gervais † (1212 - 13 de gener de 1215 mort)
- Raimond Lenoir † (de gener de 1215 - 20 d'abril de 1215 mort)
- Bernat de Cuxac † (de juliol de 1215 - 23 de gener de 1242 mort)
- Raimond de Salles † (1245 - 25 de juliol de 1247 mort)
- Raimond de Valhauquès † (19 de setembre de 1247 - 6 de juny de 1261 mort)
- Ponç de Saint Just † (de juny de 1261 - 19 de març de 1293 mort)
- Raimond de Colombiers † (1293 - 28 de juny de 1294 mort)
- Berenguer de Frédol el Vell † (1294 - 15 de desembre de 1305 renuncià)
- Ricard Neveu † (22 de gener de 1306 - 8 de maig de 1309 mort)
- Berenguer de Frédol el Jove † (29 de maig de 1309 - 23 de desembre de 1312 renuncià)[9]
- Guilhem Frédol, O.S.B. † (5 de març de 1313 - 6 de juliol de 1349 mort)
- Hug de la Jugie † (11 de desembre de 1349 - 27 de juny de 1371 nomenat bisbe de Carcassona)
- Sicard d'Ambres de Lautrec † (8 de juliol de 1371 - 22 de juliol de 1383 mort)
- Simon de Cramaud † (8 d'agost de 1383 - 24 de novembre de 1385 nomenat bisbe de Poitiers)
- Bartomeu de Montcalve † (23 de desembre de 1385 - 22 de juliol de 1402 mort)
- Bertrand de Maumont † (10 de març de 1408 - 12 de gener de 1422 nomenat bisbe de Tulle)
- Hug de Combarel † (12 de gener de 1422 - 14 de febrer de 1424, nomenat bisbe de Poitiers)
- Guilhem de Montjoie † (14 de febrer de 1424 - 3 d'abril de 1451 mort)
- Louis de Harcourt † (27 d'octubre de 1451 - 10 de desembre de 1451 nomenat bisbe de Narbona)
- Peire Bureau † (10 de desembre de 1451 - 1456 o 1457 renuncià)
- Joan Bureau † (12 d'agost de 1457 - 2 de maig de 1490 mort)
- Peire Javailhac † (5 de juliol de 1490 - ? renuncià)
- Antoni Dubois † (13 de setembre de 1497 - 17 d'abril de 1537 mort)
- Joan de Lettes † (13 de juny de 1537 - 1543 renuncià)
- Joan de Narbona, O.S.B.Clun. † (30 de març de 1543 - 17 de novembre de 1545 mort)
- François Gouffier † (8 d'octubre de 1546 - 1547 renuncià)
- Lorenzo Strozzi † (7 de desembre de 1547 - 1561 renuncià)
- Giuliano di Pierfrancesco de' Medici † (14 d'abril de 1561 - 29 de maig de 1575 nomenat arquebisbe de Ais)
- Tommaso Bonsi † (6 d'abril de 1576 - 1596 renuncià)
- Giovanni Bonsi † (11 de febrer de 1598 - 4 de juliol de 1621 mort)
- Tommaso Bonsi † (10 de gener de 1622 - 27 d'agost de 1628 mort)
- Clemente Bonsi † (17 de setembre de 1629 - 6 d'octubre de 1659 mort)
- Piero Bonsi † (7 de juny de 1660 - 28 de setembre de 1671 nomenat arquebisbe de Tolosa)
- Armand Jean de Rotondy de Biscaras † (22 de febrer de 1672 - 15 de febrer de 1702 mort)
- Louis-Charles des Alris de Rousset † (25 de setembre de 1702 - 6 de setembre de 1744 mort)
- Léon-Louis-Ange de Ghistelle de Saint-Floris † (21 de juny de 1745 - 1746 renuncià)
- Joseph-Bruno de Bausset de Roquefort † (9 de març de 1746 - 26 de juny de 1771 mort)
- Aymar Claude de Nicolai † (23 de setembre de 1771 - 7 d'octubre de 1801 renuncià)
  - Seu vacant
  - Paul Gaston du Pins † (1 d'octubre de 1817 - 27 de setembre de 1822 nomenat bisbe de Llemotges) (bisbe electe)

## Nota
1. ↑  [enllaç sense format] http://archives-pierresvives.herault.fr/data/files/ad34.ligeo2/pdf/inventaires/FRAD034_049EDT_all.pdf?1361185136%5BEnllaç+no+actiu%5D
2. ↑  Després d'Ermete, Gams, únic entre totes les fonts, situa un bisbe anomenat Juli, citat el 541 i el 551.
3. ↑  Atribuïto per Gallia christiana i d'altres autoritats a la seu de Besiers; segons Duchesne seria en realitat un bisbe de Bourges (Bituricensis).
4. ↑  Segondy exclou el bisbe Matfredo, perquè és mencionat en un diploma de datació dubtosa i incerta. Duchesne tampoc no el reporta a la seva cronologia.
5. ↑  Reginald va fer testament el 7 d'octubre de 929, darrera data en què és mencionat. Part del seu testament va ser seguit pels executors testamentaris el 19 de març de 933 (Segondy, p. 94). Altres autors reporten com a data de mort el 930.
6. ↑  Aquest bisbe està exclòs per Segondy, qui prollonga l'episcopat de Bernard Arnaud almenys fins al 1067. El 1072 Berenger d'Agde administrava la seu vacant de Besiers. (Segondy, p. 104).
7. ↑  Data del nomenament a Narbona. Segons Segondy aquest nomenament fou aprovada pel papa Calixt III el 17 de maig següent.
8. ↑  Amb permís de la Santa Seu va mantenir la seu de Besiers almenys fins al 1084.
9. ↑  Nebot del bisbe i cardenal precedent homònim.